# موزه هنر آمریکایی اسمیتسونیان
موزه هنر آمریکایی اسمیتسونیان (SAAM؛ سابقاً موزه ملی هنر آمریکایی) موزه‌ای در واشینگتن دی سی، بخشی از موسسه اسمیتسونیان است. این موزه به همراه شعبه‌اش، گالری رنویک، یکی از بزرگ‌ترین و جامع‌ترین مجموعه‌های هنری ساخته شده در ایالات متحده را از دوره استعماری تا به امروز در اختیار دارد. بیش از ۷۰۰۰ هنرمند در مجموعه این موزه نمایندگی دارند. بیشتر نمایشگاه‌ها در ساختمان اصلی موزه، یعنی ساختمان قدیمی دفتر ثبت اختراعات (که با گالری ملی پرتره مشترک است) برگزار می‌شوند، در حالی که نمایشگاه‌های متمرکز بر هنرهای دستی در گالری رنویک به نمایش گذاشته می‌شوند.

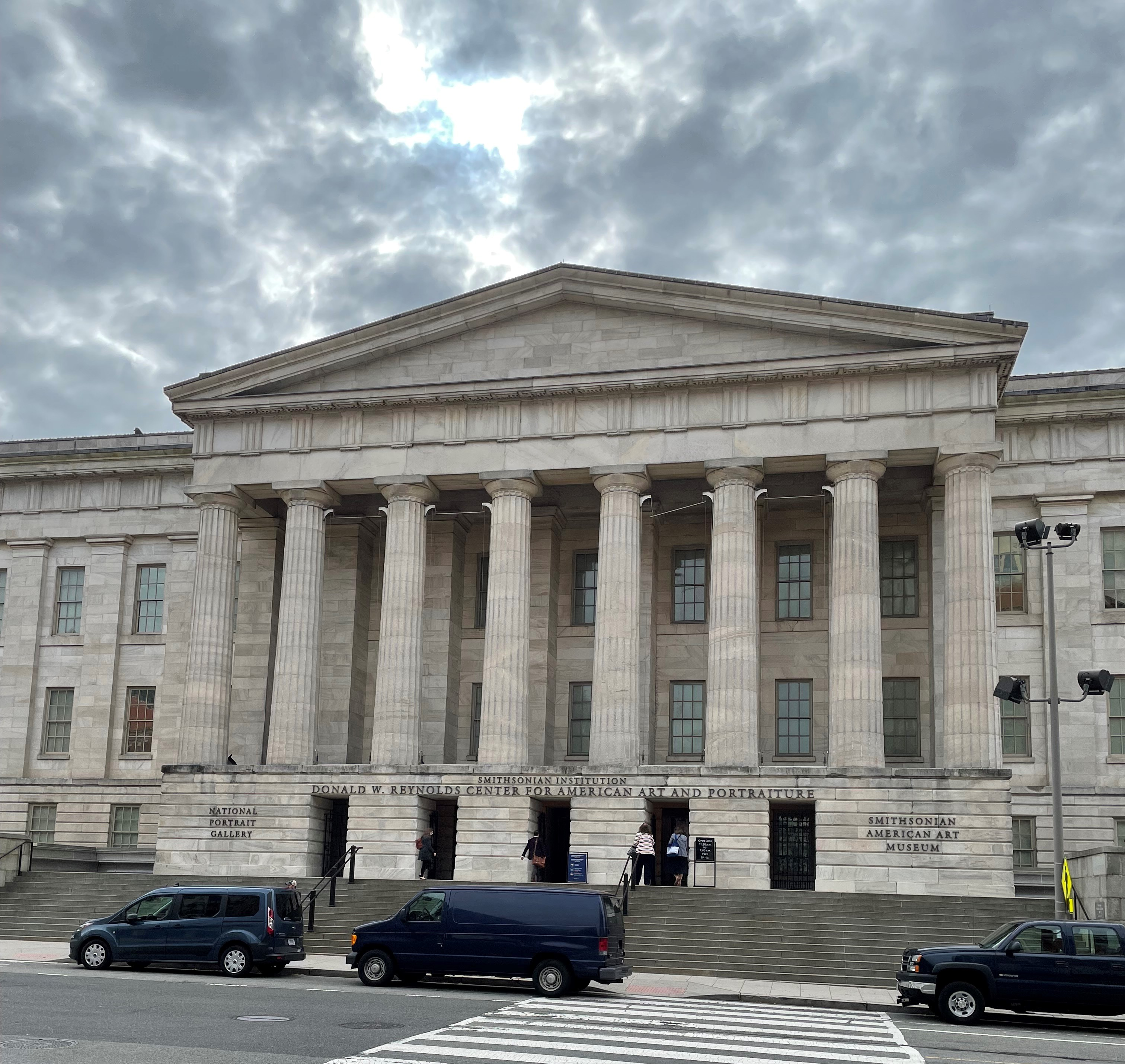
نمای بیرونی ساختمان مشترک با موزه هنر آمریکایی اسمیتسونیان و گالری پرتره ملی

## حضور و غیاب
در سال ۲۰۲۲، این موزه ۱٬۱۰۰٬۰۰۰ بازدیدکننده داشت و در رتبه هفتم فهرست پر بازدیدترین موزه‌ها در ایالات متحده قرار گرفت.

## تاریخچه
تاریخچه موزه به تأسیس مؤسسه اسمیتسونیان در سال ۱۸۴۶ برمی‌گردد. قانون کنگره که مؤسسه اسمیتسونیان را تأسیس کرد، خواستار آن بود که شامل «یک گالری هنر» باشد. با این حال، در سال‌های اولیه، تلاش چندانی برای توسعه مجموعه هنری صورت نگرفت، زیرا دبیر اسمیتسونیان، جوزف هنری،، ترجیح می‌داد بر روی تحقیق‌های علمی تمرکز کند. این مجموعه برای اولین بار در ساختمان اصلی اسمیتسونیان (که اکنون به عنوان قلعه شناخته می‌شود) به نمایش درآمد. در سال ۱۸۶۵، آتش‌سوزی بخش عمده‌ای از مجموعه را نابود کرد. آثار هنری که باقی ماندند عمدتاً در دهه‌های بعد به کتابخانه کنگره و گالری هنر کُرکُران قرض داده شدند. در سال ۱۸۹۶، آثار هنری به اسمیتسونیان بازگردانده شدند، پس از آنکه کنگره بودجه‌ای برای ساخت یک اتاق ضد آتش برای آن‌ها اختصاص داد.

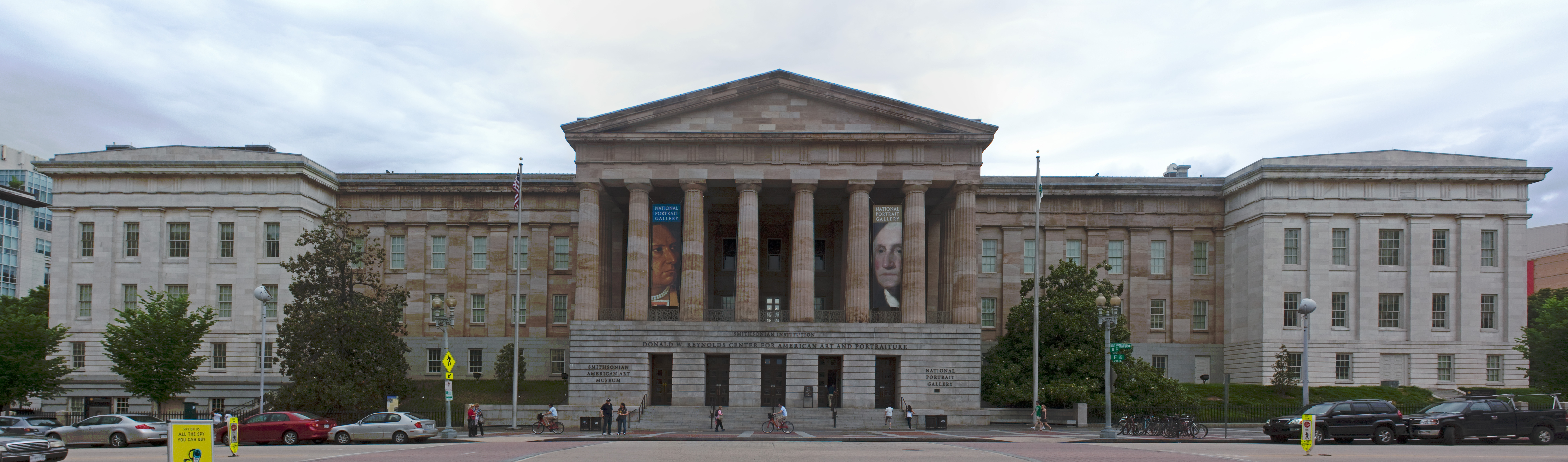
ساختمان اصلی موزه هنر آمریکایی اسمیتسونین با گالری پرتره ملی مشترک است، همان‌طور که از خیابان G NW در سال ۲۰۱۱ دیده می‌شود.

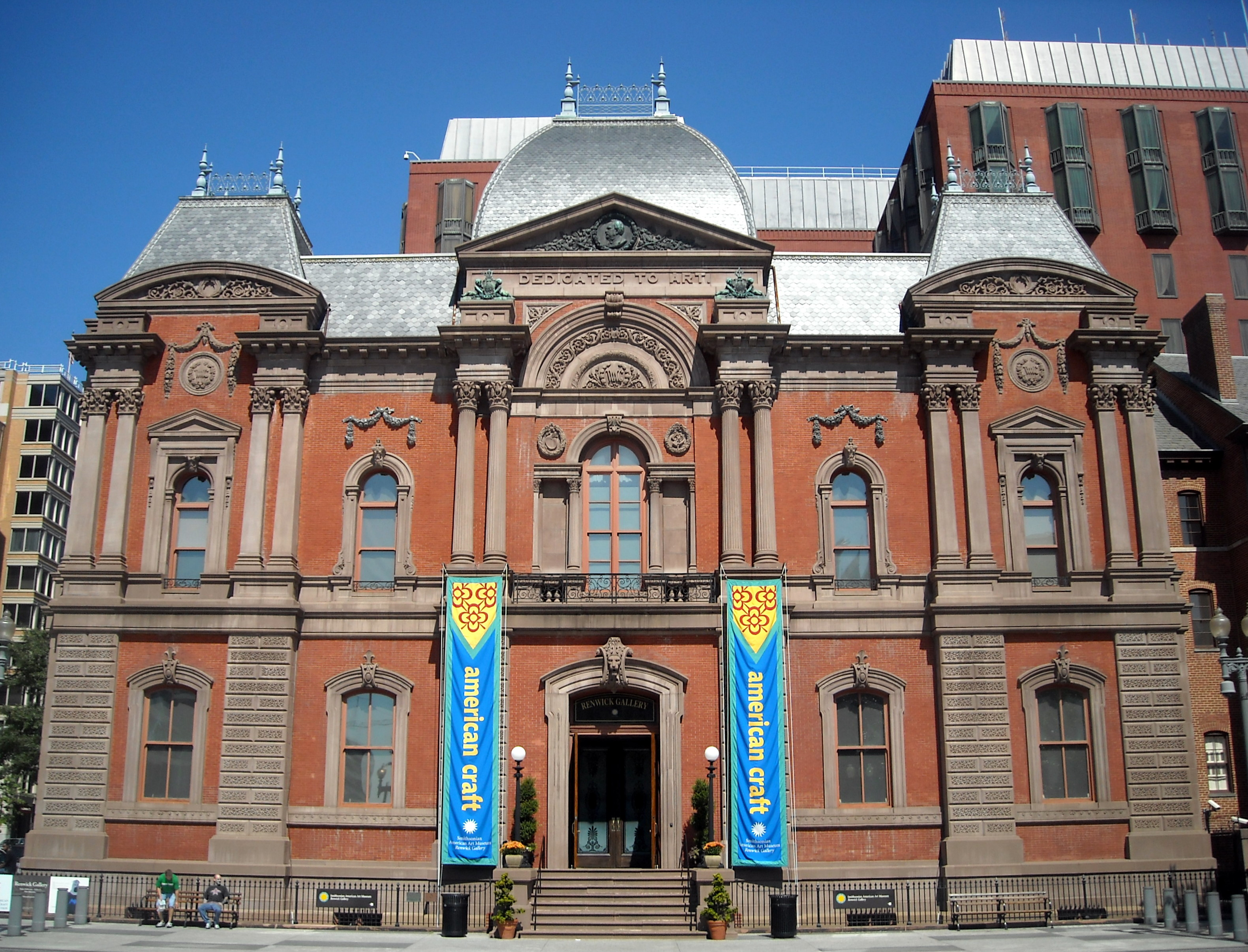
گالری پن‌ویک در خیابان پنسیلوانیا واقع شده است.

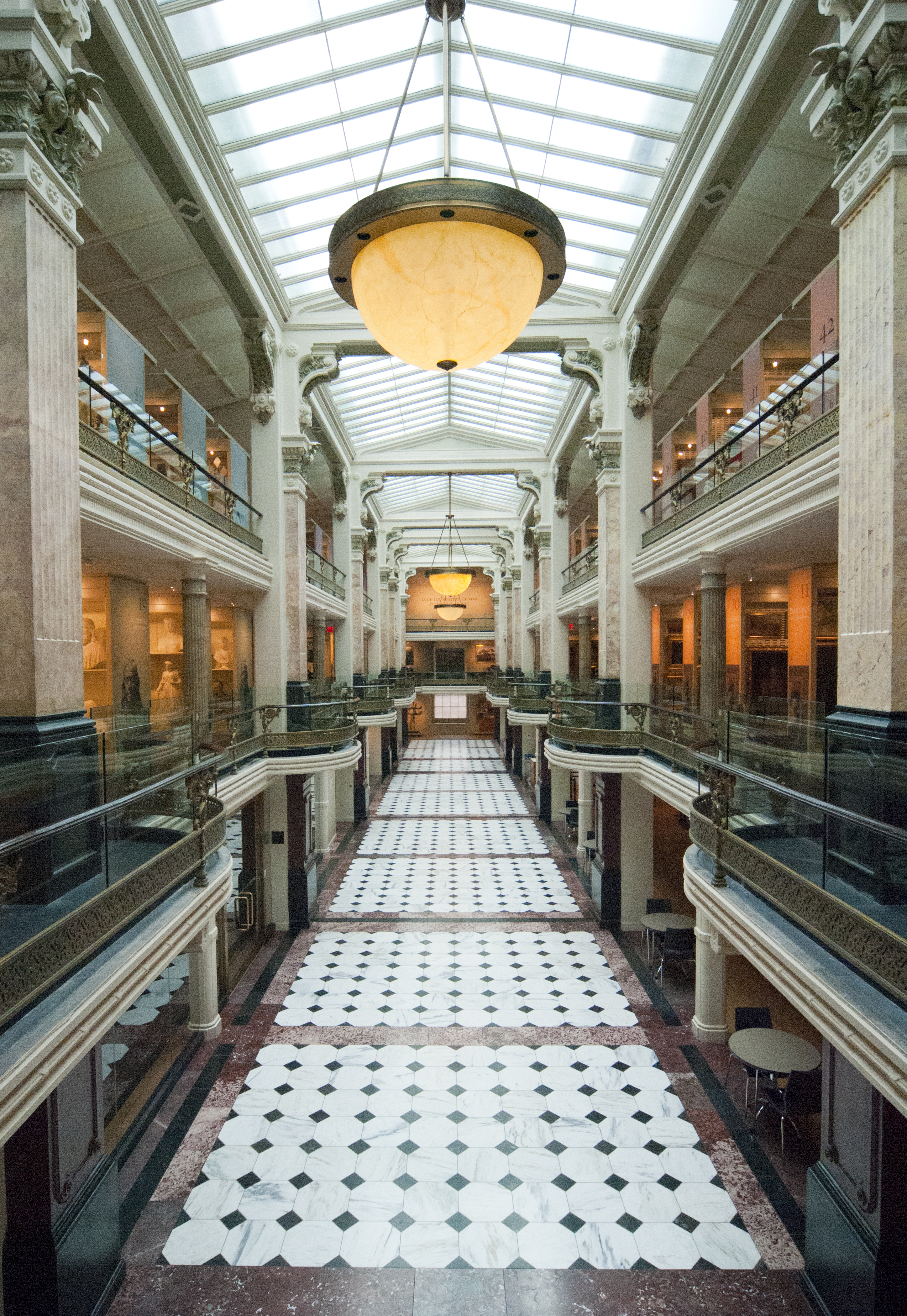
مرکز لوس بنیاد هنر آمریکایی در طبقه سوم موزه هنر آمریکایی اسمیتسونیان